# 船浮

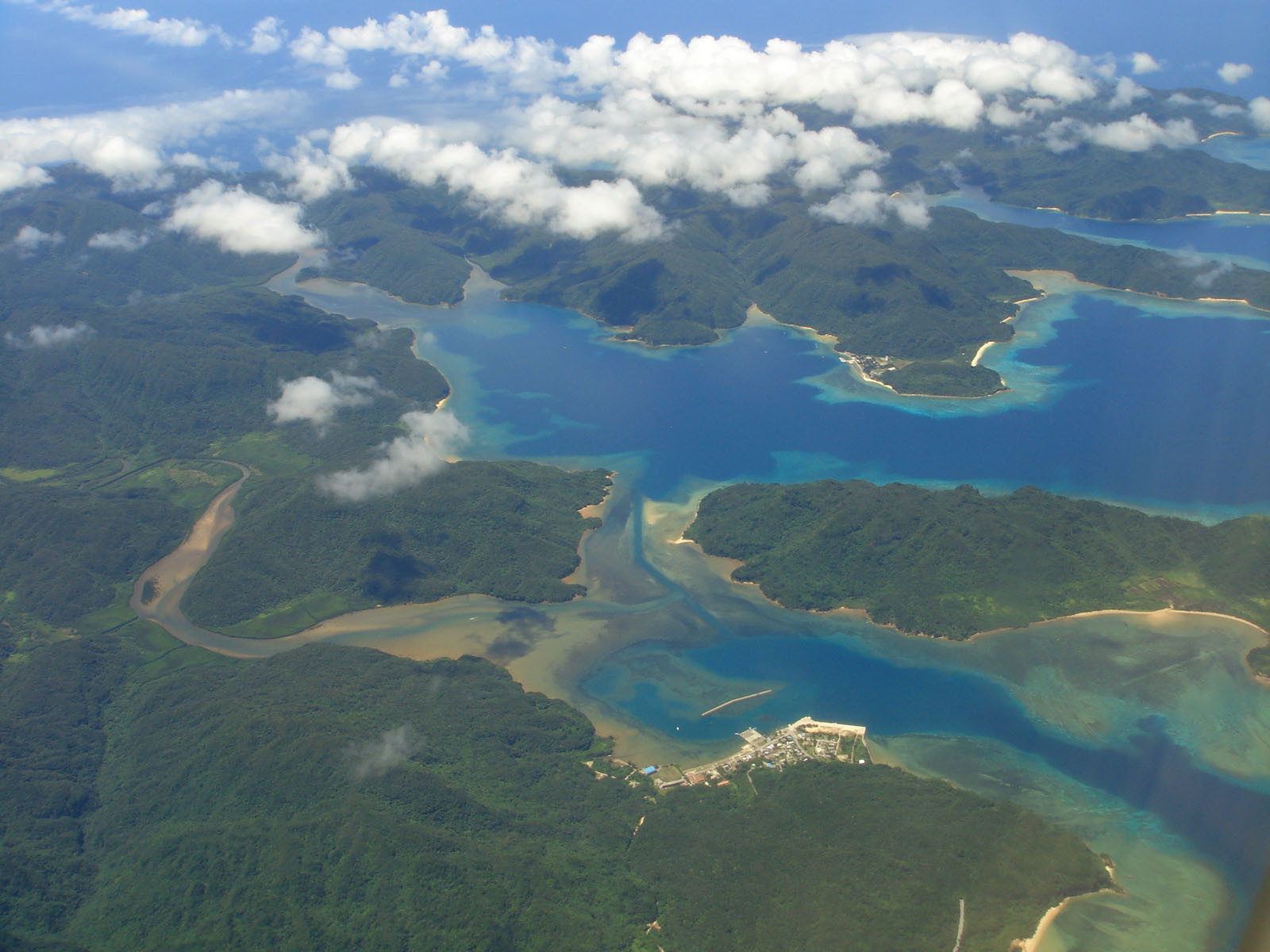
船浮
中央やや右上が船浮。手前が白浜港、右手の島が内離島。

船浮（ふなうき）は、沖縄県八重山郡竹富町の西表島南西部にある地区の地名。舟浮と表記される場合もある。
現在、小字としての「船浮」という地名は廃止されており、船浮地区は西表島西部のいくつかの地域と併せて「沖縄県八重山郡竹富町字西表」の一部となっている。

## 地理
西表島の西部、船浮湾に面した人口約50人の集落を中心とする地域である。西表島の他の集落との間には道路が通じておらず、同じ島内であっても船舶が唯一の交通手段である。
そのため、地理的には事実上の三次離島といえる。

## 歴史
1647年（正保4年・順治4年）頃の『宮古八重山両島絵図帳』には「ふなうけ村」として記載されている。近世初頭には入表（いりむてぃ）間切に属したが、1628年（寛永5年・崇禎元年）に八重山列島が三間切に再編されると、大浜間切の慶田城村（後に西表村）の小村となり、近代に至った。
1904年（明治37年）には連合艦隊司令長官であった東郷平八郎が視察の途上で身分を隠して単身で船浮集落を訪れたとも伝えられる。
太平洋戦争に際しては、日本軍が船浮湾周辺の祖納、内離島、外離島、サバ崎に船浮臨時要塞を建設し、船浮集落にも日本海軍が海底通信施設、特攻艇格納庫、弾薬倉庫防空壕を設けた。学校や民家は兵舎として用いられ、住民は西表島東部の大原等への移住を強制された。

## 産業

### 真珠養殖
船浮湾には琉球真珠の西表養殖場があり、職員には船浮集落に居住する者がいる。

### 観光
2003年（平成15年）6月18日に、地元資本の平田観光、琉球真珠、船浮の住民が出資し、有限会社船浮観光を設立。遊覧船2隻を建造するとともに、レストランを建てて、石垣島からの日帰り観光などの受け入れ事業を開始した。宿泊施設としては、数軒の民宿がある。
一方、2008年（平成20年）5月には、ユニマットグループが船浮一帯の土地を約16.5ヘクタールにわたって購入した。ユニマット側は当時、「まだ事業計画はない」としていた。また、竹富町役場も、買収された土地は国土利用計画法に基づく土地利用基本計画で森林地域に区分されていることから、「開発は難しい。リゾート実現の可能性は低いだろう」としている。
また、2017年（平成29年）1月22日付の経済紙に、2019年に船浮地区に80室のホテルを開業予定であるとの広告が掲載された。竹富町は、建設予定とされる地区は2016年4月に西表石垣国立公園の第2種特別地域に指定されているため、ホテル建設のハードルは高いとの認識を示している。

## 地域
地区内に金融機関や郵便局はない。

### 教育
- 竹富町立船浮小中学校[15]

- 船浮小中学校
- 船浮多目的集会施設

## 名所・旧跡・観光スポット・祭事・催事

### 名所・旧跡・観光スポット

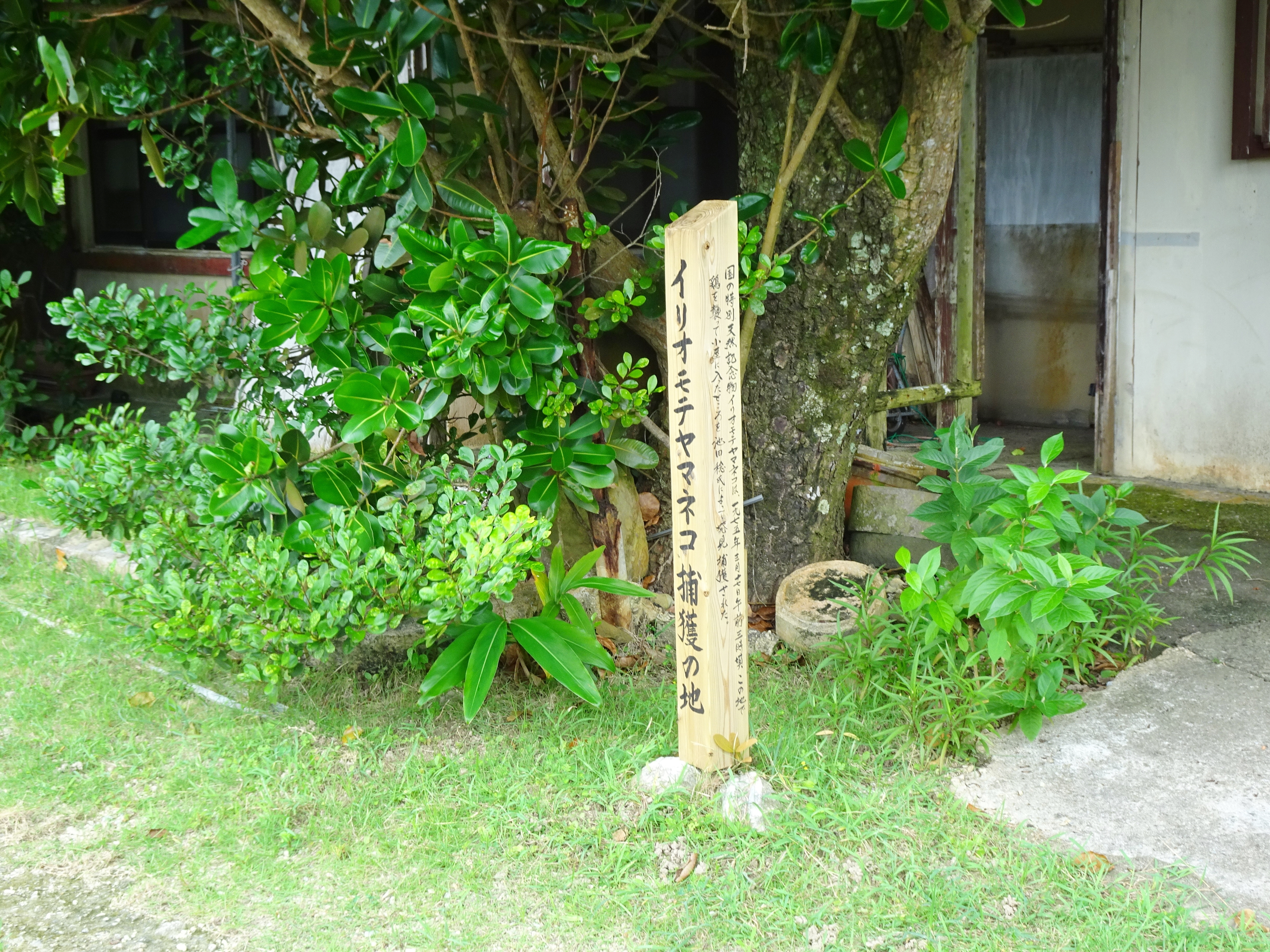
船浮のイリオモテヤマネコ捕獲地

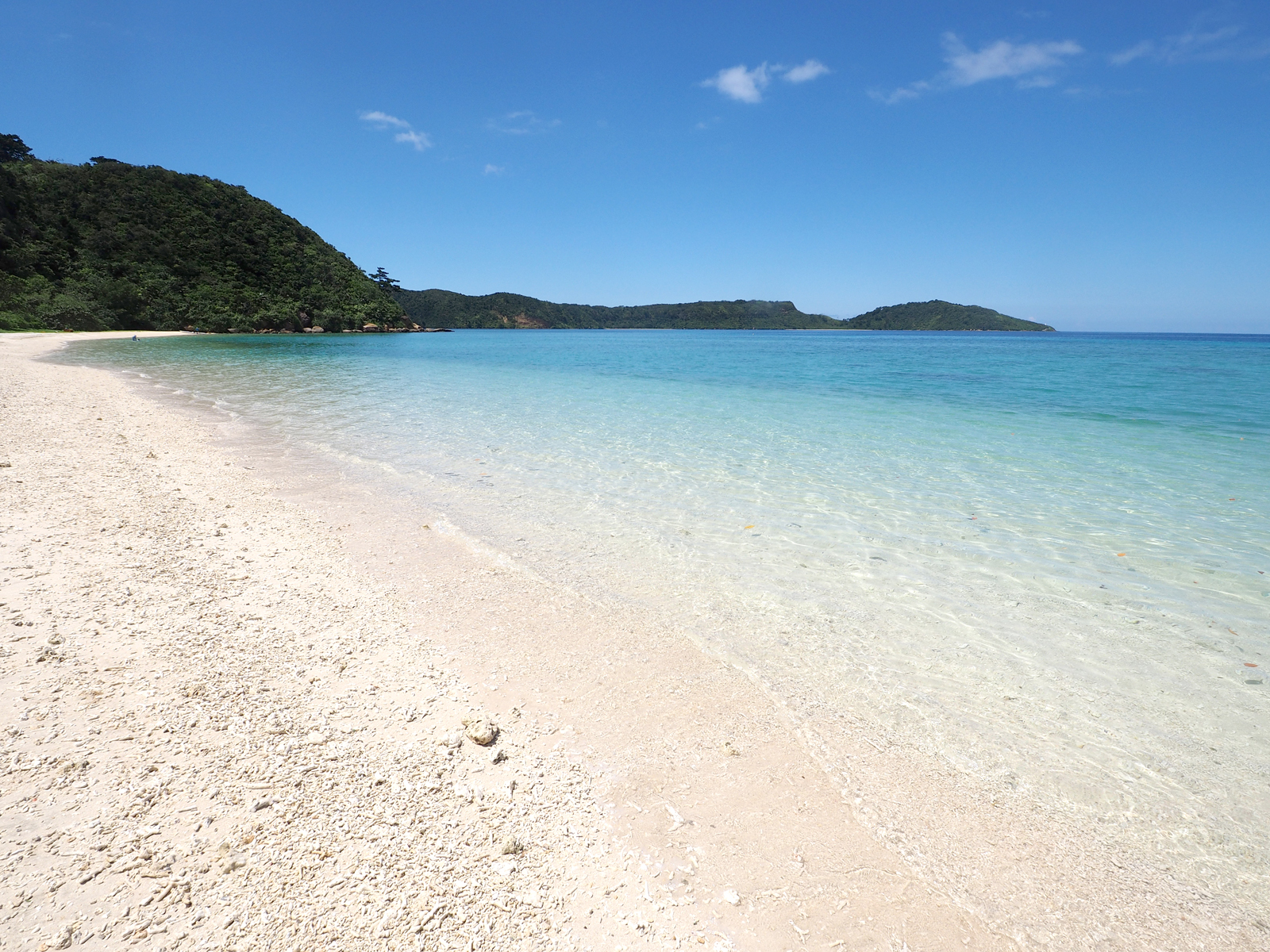
イダの浜

- イリオモテヤマネコ発見・捕獲の地
1974年（昭和49年）にイリオモテヤマネコが発見・捕獲された地点を示す記念碑[16][17]。なお、イリオモテヤマネコは、船浮での発見・捕獲より前に、既に西表島東部で発見・捕獲されており[注釈 2][19]、この碑はイリオモテヤマネコが最初に発見・捕獲されたのが船浮であることを示すものではない[注釈 3]。
- イダの浜[3]
トリップアドバイザーによる2018年（平成30年）の「日本のベストビーチ トップ10」で第6位に選ばれている[21]。
- 殿様節之歌碑
船浮に住んでいたカマドマという美女と、船浮に赴任した「殿様」と呼ばれる役人との恋をうたった「殿様節」の歌碑。「殿様節」は竹富町の無形民俗文化財（民謡の部）に指定されている[22]。この碑は、1966年（昭和41年）に建てられた「かまどま之碑」が老朽化したため、2018年（平成30年）に建て替えられたもので、カマドマのものともされる真鍮製のかんざしが収められている[23][24][3]。また、碑の近くには「カマドマのクバデサー」と呼ばれるモモタマナの木があり、1972年（昭和47年）8月30日に竹富町の天然記念物に指定されている[22]。伝承では、カマドマは祖内に転勤した「殿様」の来訪を、この木の下で待ちわびたとされる[25]。
- 船浮のヤエヤマハマゴウ
沖縄県の天然記念物（1959年（昭和34年）12月16日指定）[22]。
- 旧日本海軍施設跡
海底通信施設、特攻艇格納庫、弾薬倉庫等の遺構が残っている。なお、これらの施設は厳密には陸軍が設置した船浮臨時要塞の施設ではなく、別途配備された海軍部隊の施設である[7][8]。
- 船浮御嶽[26]
- 水落の滝[3]
- 船浮資料館「西表館」[3]

### 祭事・催事・民俗
- 豊年祭 - 毎年6～7月に行われる[26][27]。
- 節祭（シチ） - 毎年10月頃に行われる[27][28]。
- 船浮音祭り - 毎年4月に開催[2][29]。
- 石ヌ屏風節 - 竹富町の無形民俗文化財（民謡の部）（1976年（昭和51年）1月25日指定）[22]。

## 交通
- 船浮港

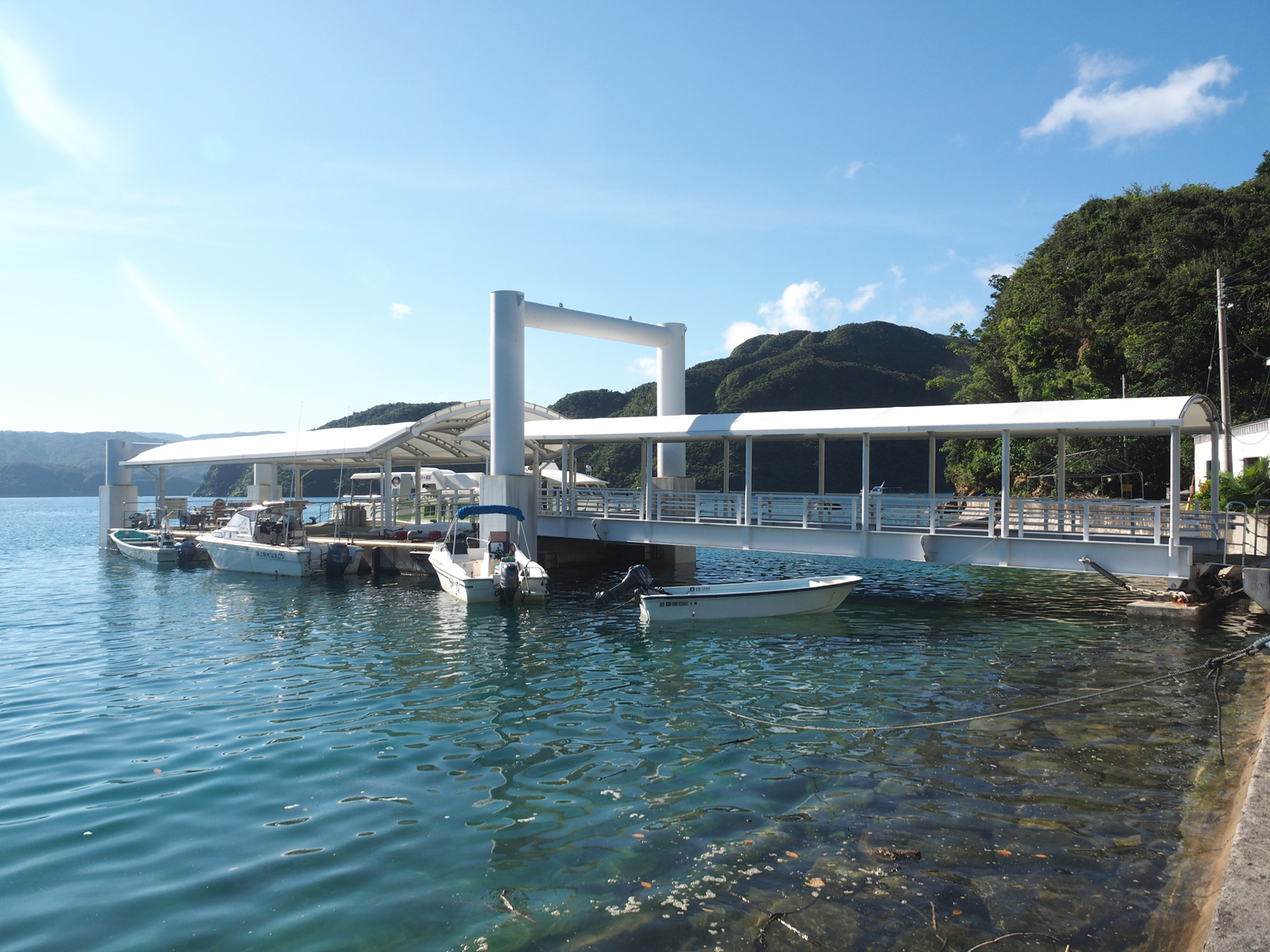
船浮港

地方港湾に指定されるとともに、船浮湾全域が八重山列島では唯一（全国でも36のみ）の避難港に指定されている。
西表島の主要道である沖縄県道215号線の西端は白浜で途切れており、船浮と西表島の他の集落との間には道路が通じていない。そのため、集落外とは船舶が唯一の交通手段であり、住民はほぼ全世帯が船舶を保有している。また、公共交通としては、船浮港と白浜地区の白浜港の間に船浮海運の定期航路が就航している。

### アクセス
- 定期航路及びバス[33]
  - 石垣港-西表島上原港間：安栄観光及び八重山観光フェリーが定期航路を運航している。
  - 上原港-白浜港間：西表島交通が路線バスを運行している[34]。また、安栄観光は、石垣-上原航路の乗船客向けに無料送迎バスを運行している[注釈 4][注釈 5]。
  - 白浜港-船浮港間：船浮海運が定期航路を運航している。
- 石垣港発着（内離島・西表炭坑跡とのセット等）等の日帰りツアーも催行されている。

- 船浮海運のニューふなうき（白浜港）
- 安栄観光の送迎バス（上原港）